# Comuna Kameanîi Maidan, Novohrad-Volînskîi
Kameanîi Maidan (în ucraineană Кам'яномайданська сільська рада) este o comună în raionul Novohrad-Volînskîi, regiunea Jîtomîr, Ucraina, formată din satele Bolearka, Kameanîi Maidan (reședința), Lahulsk, Mîkolaiivka și Varvarivka.

## Demografie
Componența lingvistică a comunei Kameanîi Maidan
     Ucraineană (99,16%)
     Alte limbi (0,72%)
Conform recensământului din 2001, majoritatea populației comunei Kameanîi Maidan era vorbitoare de ucraineană (99,16%), existând în minoritate și vorbitori de alte limbi.